# Parti socialiste galicien

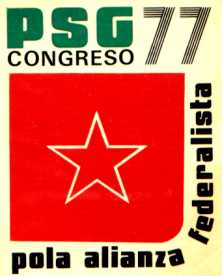
L'une des forces politiques qui a suscité le plus d'enthousiasme lors de ces premières élections générales a été le Parti socialiste galicien, dirigé par Xosé Manuel Beiras, sous le slogan « Les socialistes galiciens sont nous »Les socialistes galiciens
L'une des forces politiques qui a suscité le plus d'enthousiasme lors de ces premières élections générales a été le Parti socialiste galicien, dirigé par Xosé Manuel Beiras, sous le slogan « Les socialistes galiciens sont nous ».
Les socialistes galiciens
L'une des forces politiques qui a suscité le plus d'enthousiasme lors de ces premières élections générales a été le Parti socialiste galicien, dirigé par Xosé Manuel Beiras, sous le slogan « Les socialistes galiciens sont nous ».

Le Parti socialiste galicien (en galicien : Partido socialista galego) fut un parti politique prônant une idéologie à la fois socialiste et nationaliste. Fondé le 23 août 1963 sur la base d'un programme inspiré de la social-démocratie et du nationalisme modéré, il se radicalisa peu à peu, se rapprochant des positions de l'Union du peuple galicien (Unión do povo galego) d'obédience communiste. Son secrétaire général fut Xosé Manuel Beiras Torrado entre 1971 et 1977. 
Le parti se présenta aux élections générales du 15 juin 1977 où il obtint 2,41 % des suffrages. Une rupture se produisit en son sein au cours des années 1980 : une fraction du parti vint rejoindre les rangs du Bloc nationaliste galicien (Bloque nacionalista galego), un autre s'intégra à la Gauche galicienne (Esquerda galega), formant un nouveau parti baptisé « Parti socialiste galicien — gauche galicienne », qui finit néanmoins par se rallier également au Bloc nationaliste galicien.

## Histoire
Le Parti socialiste galicien fut fondé au cours d'une réunion clandestine le 23 août 1963. Parmi ses fondateurs figuraient des anciens membres du Parti galeguiste (Partido galeguista) dont Francisco Fernández del Riego (nommé chef du parti) et des jeunes influencés par le piñerisme, dont Xosé Manuel Beiras (futur secrétaire général du parti à partir de 1972).
En 1965 commença à paraître à Perpignan la revue « Adiante » (en avant), éditée à partir de 1969 en Galice sous le nom de « Galicia socialista » (Galice socialiste). En 1972, le parti nomma Xosé Manuel Beiras secrétaire général, faisant sienne la lutte contre le « colonialisme intérieur ».  
En 1974 le PSG participa à la conférence socialiste ibérique aux côtés du Parti socialiste ouvrier espagnol (PSOE), du Mouvement socialiste de Catalogne, du Parti socialiste du Pays Valencien et de l'Union syndicale ouvrière. À l'exception du PSOE, tous ces partis et groupes politiques se réunirent en une Fédération de partis socialistes (FPS) en 1976.
Entre-temps, en 1975, le PSG fusionna avec une autre formation politique, le Mouvement socialiste galicien, dirigé par Alfonso Álvarez Gándara et González Amadiós. Déçus par leurs mauvaises performances lors des élections générales de 1977, les différentes composantes de la Fédération de partis socialistes choisirent de cesser cette expérience et de poursuivre leur combat chacun de leur côté. La dissolution de la FPS fut le début d'une période de crise pour le Parti socialiste galicien. Des dissensions ne tardèrent pas à survenir, alors même que Xosé Manuel Beiras choisissait de quitter ses fonctions à la tête du parti. Certains militants choisirent de se rapprocher du PSOE, s'organisant en une faction dissidente nommée Collectif socialiste — Parti socialiste galicien, menée par Rodríguez Pardo, Ceferino Díaz et Fernando González Laxe. La direction du PSG choisit de les exclure du parti, et cette faction vint se fondre dans le PSOE.
Le PSG participa au collectif pour l'union galicienne (Unidade galega) formé pour les élections générales et municipales de 1979, mais fut le seul parti à refuser d'entrer à la Commission des 16, qui tentait d'élaborer un projet de statut pour la Galice. Lors du IIe congrès du parti (juin 1980), la direction écarta la possibilité d'un rapprochement avec le Parti ouvrier galicien (Partido obreiro galego) mais appuya l'idée d'un rapprochement avec le Bloc national-populaire galicien (BNPG). Cette décision ne fut pas appréciée par tous les militants, une partie d'entre eux choisissant même de rendre leurs cartes en guise de protestation.
Aux élections de 1981, le PSG forma une coalition électorale avec le BNPG. Cette union de circonstance permit l'élection d'un député du PSG, Claudio González Garrido (deux autres élus étaient des membres du BNPG). Quand fut formé le Bloc national galicien (BNG), le PSG choisit de l'intégrer, avant de choisir de cesser cette expérience en 1983. Cette décision provoqua la désintégration du parti, tiraillé entre une faction qui choisit de rester au sein du BNG (sous le nom de Collectif socialiste) et une autre, dirigée par Domingo Merino, qui finit par fusionner avec la Gauche galicienne (EG) en 1984, formant le PSG-EG, qui finit lui-même par rejoindre le BNG en 1993.